# Jens-Arne Dickmann
Jens-Arne Dickmann (* 1960) ist ein deutscher Klassischer Archäologe.
Jens-Arne Dickmann studierte von 1981 bis 1983 an der Universität Freiburg und von 1983 bis 1988 an der Universität München Klassische Archäologie, Alte Geschichte, Vorderasiatische Archäologie und Christliche Archäologie. Er war Stipendiat der Studienstiftung des deutschen Volkes. 1988 schloss er sein Studium als Magister mit einer Arbeit über die spätantiken Wohnhäuser in Ostia Antica ab. 1989 bis 1992 war er Inhaber eines Promotionsstipendiums der Gerda Henkel Stiftung. Die Promotion erfolgte 1992 an der Universität München bei Paul Zanker mit einer Arbeit über Strukturen des Raumes und repräsentatives Wohnen am Beispiel der Stadthäuser von Pompeji. 1992/93 war Dickmann Reisestipendiat des Deutschen Archäologischen Institutes, 1994 bis 1995 Wissenschaftlicher Mitarbeiter am Forschungsarchiv für Antike Plastik des Instituts für Klassische Archäologie der Universität zu Köln. Im Wintersemester 1994/95 hatte Dickmann einen Lehrauftrag an der TU Cottbus im Fach Baugeschichte. 1995 bis 2001 war er Wissenschaftlicher Mitarbeiter am Institut für Klassische Archäologie der Universität München. Seit Oktober 2001 war Dickmann Akademischer Rat bzw. seit 2004 Oberrat am Seminar für Klassische Archäologie des Institutes für Altertumswissenschaften der Universität Heidelberg. Nach einer Interimskuratur wurde er 2012 Kurator der archäologischen Sammlung der Universität Freiburg. Mit Kai Trampedach, Stephan Westphalen und Christian Witschel war Dickmann 2011 bis 2015 Teilprojektleiter im Sonderforschungsbereich 933 „Materiale Textkulturen“ der Universität Heidelberg.
Von 1997 bis 2002 führte Dickmann gemeinsam mit Felix Pirson im Auftrag der Abteilung Rom des Deutschen Archäologischen Instituts in Pompeji Ausgrabungs-, Dokumentations- und Konservierungsarbeiten in der Casa dei Postumii durch. Er bearbeitet im Auftrag des Forschungsarchivs für Antike Plastik am Institut für Klassische Archäologie der Universität Köln die Antikensammlung des Earl of Pembroke in Wilton House und ihre Geschichte und beschäftigt sich als Habilitationsprojekt mit den Vorstellungen von Kindheit im klassischen Athen. Neben den Ausgrabungen in Pompeji beschäftigt er sich mit der Nutzung des öffentlichen Straßenraumes in der Stadt. Seit 2011 ist er korrespondierendes Mitglied des Deutschen Archäologischen Instituts.

## Schriften (Auswahl)
- domus frequentata. Anspruchsvolles Wohnen im pompejanischen Stadthaus. Pfeil, München 1999 (Studien zur antiken Stadt, Band 4) ISBN 3-931516-52-0 (= Dissertation).
- Pompeji. Archäologie und Geschichte (Beck’sche Reihe Wissen). C. H. Beck, München 2005, ISBN 3-406-50887-1; 2. Auflage 2010, ISBN 978-3-406-50887-5; 3. Auflage 2017, ISBN 978-3-406-70267-9; Italienisch: Mulino, Bologna 2007, ISBN 978-88-15-11651-2.
- Herausgeber mit Harald Meller: Katastrophen am Vesuv. Pompeji, Nola, Herculaneum. (= Katalog der Ausstellung des Landesmuseums für Vorgeschichte Halle/Saale 2011–2012), Hirmer, München 2011, ISBN 978-3-7774-3801-6.
- Herausgeber mit Francesco de Angelis, Ralf von den Hoff und Felix Pirson: Kunst von unten? Stil und Gesellschaft in der antiken Welt von der ‚arte plebea’ bis heute. (= Beiträge zu einem Kolloquium anlässlich des 70. Geburtstags von P. Zanker, Rom Villa Massimo, 8.–9. Juni 2007), Reichert, Wiesbaden 2012, ISBN 978-3-89500-915-0.
- Herausgeber mit Harald Meller und R. Diederen: Pompeji. Leben auf dem Vulkan. (= Katalog der Ausstellung der Kunsthalle der Hypo-Kulturstiftung München 2013–2014), Hirmer, München 2013, ISBN 978-3-7774-2092-9.
- Herausgeber mit Alexander Heinemann: Vom Trinken und Bechern. Das antike Gelage im Umbruch; Katalog zur gleichnamigen Ausstellung, Archäologische Sammlung der Universität Freiburg, 26. April – 28. Juni 2015. Freiburg 2015, ISBN 978-3-00-049322-5.